# Michalovský potok (přítok Boce)
Michalovský potok je potok na horním Liptově, na území okresu Liptovský Mikuláš. Je to levostranný přítok Boce, měří 4,1 km a je tokem IV. řádu.

## Pramen
Teče v Nízkých Tatrách, v severovýchodní části podcelku Ďumbierské Tatry, v části Ďumbierské vrchy, pramení na severovýchodním svahu vrchu Slemä (1 513,7 m n. m.) v nadmořské výšce přibližně 1 150 m n. m.

## Popis toku
Zpočátku teče východním směrem, následně se stáčí na severovýchod a protéká dolinou Michalovo. Ve střední části doliny teče spíše východo-severovýchodním směrem, v dolní východním směrem a zleva přibírá dva přítoky z lokality Záhorie, nejprve přítok z jihojihozápadního svahu Selnic (1244,1 m n. m.), pak přítok z jižního svahu Selnic. Konečně teče podél samoty Michalovo se stejnojmennou myslivnou na pravém břehu, podtéká silnici I. třídy č. 72 a jihojihozápadně od obce Kráľova Lehota ústí v severní části Bocianské doliny, v nadmořské výšce cca 679 m n. m., do Boce.